# Serie A1 1988/89
Die Saison 1988/89 war die 55. Spielzeit der Serie A1, der höchsten italienischen Eishockeyspielklasse. Meister wurde zum insgesamt zweiten Mal in der Vereinsgeschichte AS Varese Hockey. SG Cortina stieg in die zweite Liga ab.

## Modus
In der Hauptrunde absolvierte jede der zehn Mannschaften insgesamt 36 Spiele. Die acht bestplatzierten Mannschaften qualifizierten sich für die Finalrunde, die in zwei Gruppen mit je vier Mannschaften aufgeteilt wurde. Gemäß ihrer Hauptrundenplatzierung erhielten die Mannschaften für die Finalrunde Bonuspunkte. In der Finalrunde spielten die Mannschaften in Hin- und Rückspiel gegen jeden Gruppengegner. Die beiden Erstplatzierten der Finalrundengruppen qualifizierten sich für die Playoffs, in denen der Meistertitel ausgespielt wurde. Der Letztplatzierte der Hauptrunde stieg direkt in die zweite Liga ab. Für einen Sieg erhielt jede Mannschaft zwei Punkte, bei einem Unentschieden gab es einen Punkt und bei einer Niederlage null Punkte.

## Hauptrunde

### Tabelle
|     | Klub               | Sp | S  | U | N  | Tore    | Punkte |
| --- | ------------------ | -- | -- | - | -- | ------- | ------ |
| 1.  | AS Varese Hockey   | 36 | 25 | 7 | 4  | 191:110 | 57     |
| 2.  | HC Bozen           | 36 | 22 | 5 | 9  | 175:126 | 49     |
| 3.  | Asiago Hockey      | 36 | 18 | 6 | 12 | 220:169 | 42     |
| 4.  | HC Fassa           | 36 | 17 | 3 | 16 | 147:151 | 37     |
| 5.  | HC Milano Saima    | 36 | 16 | 5 | 15 | 169:149 | 37     |
| 6.  | HC Alleghe         | 36 | 15 | 6 | 15 | 170:186 | 36     |
| 7.  | HC Bruneck         | 36 | 13 | 5 | 18 | 154:179 | 31     |
| 8.  | HC Meran           | 36 | 11 | 7 | 18 | 162:225 | 29     |
| 9.  | HC Fiemme Cavalese | 36 | 12 | 2 | 22 | 166:201 | 26     |
| 10. | SG Cortina         | 36 | 5  | 6 | 25 | 130:188 | 16     |

Sp = Spiele, S = Siege, U = unentschieden, N = Niederlagen, OTS = Overtime-Siege, OTN = Overtime-Niederlage, SOS = Penalty-Siege, SON = Penalty-Niederlage

## Finalrunde

### Gruppe A
|    | Klub             | Sp | S | U | N | Tore  | Punkte (Bonus) |
| -- | ---------------- | -- | - | - | - | ----- | -------------- |
| 1. | AS Varese Hockey | 6  | 6 | 0 | 0 | 37:15 | 20(8)          |
| 2. | HC Fassa         | 6  | 3 | 0 | 3 | 28:20 | 11(5)          |
| 3. | HC Milano Saima  | 6  | 3 | 0 | 3 | 33:26 | 10(4)          |
| 4. | HC Meran         | 6  | 0 | 0 | 6 | 28:65 | 1(1)           |

Sp = Spiele, S = Siege, U = unentschieden, N = Niederlagen, OTS = Overtime-Siege, OTN = Overtime-Niederlage, SOS = Penalty-Siege, SON = Penalty-Niederlage

### Gruppe B
|    | Klub          | Sp | S | U | N | Tore  | Punkte (Bonus) |
| -- | ------------- | -- | - | - | - | ----- | -------------- |
| 1. | Asiago Hockey | 6  | 5 | 1 | 0 | 36:23 | 17(6)          |
| 2. | HC Bozen      | 6  | 3 | 1 | 2 | 40:28 | 14(7)          |
| 3. | HC Bruneck    | 6  | 1 | 2 | 3 | 26:38 | 6(2)           |
| 4. | HC Alleghe    | 6  | 1 | 0 | 5 | 23:36 | 5(3)           |

Sp = Spiele, S = Siege, U = unentschieden, N = Niederlagen, OTS = Overtime-Siege, OTN = Overtime-Niederlage, SOS = Penalty-Siege, SON = Penalty-Niederlage

## Playoffs

### Halbfinale
- AS Varese Hockey – HC Bozen 2:0 (3:2, 7:3)
- Asiago Hockey – HC Fassa 1:2 (8:7, 3:4 n. V., 2:8)

### Finale
- AS Varese Hockey – HC Fassa 3:0 (2:1 n. V., 6:0, 4:2)

## Meistermannschaft
Danilo Bertotto – Cesare Carlacci – Jim Corsi – Tony Currie – Vito D’Angelo – Bob De Piero – Albert Di Fazio – Flavio Farè – Andrea Gorini – Fabrizio Kasslatter – Matteo Malfatti – Mike Mastrullo – Patrick Micheletti – Frank Nigro – Luca Orrigoni – Davide Quilici – Brad Shaw – Guido Tessari – Gabriele Villa – Vittorio Zafalon. Trainer: Bryan Lefley